# Lasioglossum rhadiourgon
Lasioglossum rhadiourgon är en biart som beskrevs av Ebmer 1980. Lasioglossum rhadiourgon ingår i släktet smalbin, och familjen vägbin. Inga underarter finns listade i Catalogue of Life.